# Gert-Jan Kats
Karel Jan Gerrit (Gert-Jan) Kats (Hilversum, 16 februari 1971) is een Nederlands politicus en bestuurder. Sinds 10 januari 2019 is hij burgemeester van Veenendaal.

## Opleiding en loopbaan
Na de middelbare school (havo, Van Lodenstein College Amersfoort) studeerde Kats 1 jaar aan de HES in Amsterdam (bedrijfsinformatica). Na zijn militaire diensttijd bij de landmacht in Nieuw-Milligen, waar hij lid was van het algemeen bestuur van de Algemene Vereniging Nederlandse Militairen, AVNM), is hij bij de ING Bank gaan werken. Hier heeft hij de studie voor Financial Planning voltooid. Vanaf 1997 heeft hij mede gestalte gegeven aan het opzetten van de private bankingtak in Nederland van ING.

## Politieke loopbaan
Na zijn huwelijk vestigde hij zich in Zeist. Hier werd hij politiek actief, eerst in het bestuur van de kiesvereniging van de SGP in de gemeente Zeist, later in de steunfractie van de ChristenUnie/SGP, om vanaf 1998 als raadslid namens de combinatie in de gemeenteraad plaats te nemen. Na een eerste sollicitatie in 2003 in de gemeente Woudenberg, waar hij tweede op de voordracht werd, werd hij per 1 december 2004 benoemd tot burgemeester van de gemeente Liesveld. Enkele jaren was hij de jongste burgemeester van Nederland, een titel die hij in maart 2007 overdroeg aan zijn collega Anton Ederveen, die toen burgemeester van Valkenswaard werd. Na voordracht van de gemeenteraad werd hij per 15 september 2010 door de kroon benoemd tot burgemeester van de gemeente Zuidplas.
Op 20 november 2018 werd bekend dat Kats was voorgedragen als de nieuwe burgemeester van de gemeente Veenendaal. Met ingang van 10 januari 2019 ging zijn benoeming in en op dezelfde datum werd zijn partijgenoot Servaas Stoop benoemd tot waarnemend burgemeester van Zuidplas. Op 20 januari 2021 maakte Kats bekend zijn lidmaatschap van de SGP te beëindigen. Het vertrek van Kats uit de SGP kwam voor SGP-leider niet als een verrassing. Volgens hem was Kats in de achterliggende jaren weggegroeid van de partij. In januari 2019 nam Kats (ten tijde van zijn benoeming in Veenendaal) openlijk afstand van de Nashville-verklaring over het homohuwelijk. Hij wist hiermee het wantrouwen in het linkse spectrum van de samenleving tegen hem als SGP-burgemeester weg te nemen.

## Persoonlijk
Kats is geboren en getogen in Hilversum in een gezin met zijn ouders en broer en zus. Hij doorliep daar de lagere school Petrus Dathenus. Het gezin woonde ook nog tijdelijk in Huizen en Kortenhoef. Zijn vrouw ontmoette hij op het Van Lodenstein College in Amersfoort. Ze trouwden in 1994. Het echtpaar kreeg drie zoons en een dochter. Tot hun verhuizing naar de Alblasserwaard behoorden zij tot de Gereformeerde Gemeenten. Sindsdien behoren zij tot de Gereformeerde Bond in de Protestantse Kerk in Nederland. Zijn hobby's zijn onder andere wandelen met de hond, op vakantie gaan naar Zwitserland en golfen.